# Marketing automation
 (janvier 2015).
Si vous disposez d'ouvrages ou d'articles de référence ou si vous connaissez des sites web de qualité traitant du thème abordé ici, merci de compléter l'article en donnant les références utiles à sa vérifiabilité et en les liant à la section « Notes et références ».
Le marketing automation, le marketing automatisé ou l'automatisation marketing fait référence à l'ensemble des techniques et des outils permettant d’automatiser les tâches régulières et répétitives considérées à faible valeur ajoutée et à fournir des outils analytiques aux départements marketing (courriel, médias sociaux, site web, etc.).

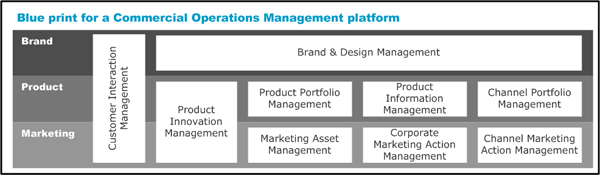
Domaines du marketing automation

Le marketing automation désigne en particulier les techniques et outils permettant d’automatiser les tâches répétitives en déroulant des scénarios marketing préconçus, dans le but de stimuler le prospect dans l’avancement de son processus d’achat.
Ainsi l’avantage d'une solution de « marketing automation » est d’améliorer la productivité des équipes marketing en leur permettant de traiter en quelques jours les dizaines ou centaines de « leads » générés par une campagne.

## Présentation
L'automatisation du marketing est une sous-section de la gestion de la relation client (CRM) ou de la gestion de l'expérience client (CXM) qui se concentre sur la définition, la segmentation, la planification et le suivi des campagnes marketing. L'utilisation de l'automatisation du marketing rend les processus qui auraient autrement été effectués manuellement beaucoup plus efficaces, et permet de mettre en place de nouveaux processus. L'automatisation du marketing peut être définie comme un processus où la technologie est utilisée pour automatiser plusieurs tâches répétitives qui sont effectuées régulièrement dans le cadre d'une campagne marketing.
Les plateformes d'automatisation du marketing permettent aux spécialistes du marketing d'automatiser et de simplifier la communication avec les clients en gérant des stratégies marketing omnicanaux complexes avec un seul outil. L'automatisation du marketing est particulièrement utile dans des domaines tels que la génération de leads, la segmentation, le nurturing et le scoring des leads, le marketing relationnel, la vente croisée et la vente incitative, la rétention, ainsi que la mesure du retour sur investissement marketing. Les outils d'automatisation du marketing efficaces exploitent les données d'un CRM séparé ou intégré pour comprendre l'impact et les préférences des clients.
Il existe quatre catégories de logiciels d'automatisation du marketing :
- Intelligence marketing : utilisant des codes de suivi dans les médias sociaux, les e-mails de campagnes de publipostage et les pages web pour suivre le comportement de toute personne intéressée par un produit ou un service afin d'obtenir une mesure de l'intention. Il peut enregistrer le groupe ou le fil de médias sociaux qu'ils ont suivis, le lien cliqué dans un e-mail ou le terme de recherche utilisé pour accéder à un site web. L'analyse de plusieurs liens peut ensuite suivre le comportement des acheteurs, montrant par exemple un intérêt uniquement pour A, mais pas pour B. Cela permet une réponse plus précise et le développement d'un programme de nurturing spécifiquement ciblé sur leur intérêt et leur marché vertical. En raison de sa nature interactive, cela a été décrit comme le Marketing Automation 2.0.

- Automatisation du marketing : mettant l'accent sur le déplacement des leads du haut de l'entonnoir marketing jusqu'à devenir des leads prêts à la vente en bas de l'entonnoir. Les prospects sont notés en fonction de leurs activités et reçoivent un contenu et des messages ciblés, les nourrissant du premier intérêt jusqu'à la vente. Couramment utilisée dans les cycles de vente business-to-business (B2B), business-to-government (B2G), ou les cycles de vente business-to-consumer (B2C)[3], l'automatisation du marketing englobe plusieurs aspects du marketing et est réellement le mariage de la technologie de l'e-mail marketing couplée à un processus de vente structuré[4].

- Automatisation de la publicité : mettant l'accent sur l'automatisation du processus publicitaire, se concentrant généralement sur la gestion du cycle de vie de la campagne. L'automatisation implique différents domaines tels que le modèle de mix média, la planification média, la planification de la campagne, le paramétrage de la campagne, la diffusion d'annonces et la génération de rapports. Applicable à l'un ou plusieurs de ces éléments, l'automatisation de la publicité se concentre sur l'automatisation d'un aspect entier ou de leurs tâches les plus banales, souvent à l'aide de l'intelligence artificielle[5].

- Automatisation avancée des workflows : englobant l'automatisation des processus internes de marketing. Cela inclut la budgétisation et la planification, les workflows et les approbations, le calendrier marketing, la collaboration interne, la création et la gestion d'actifs numériques, et essentiellement tout ce qui soutient l'efficacité opérationnelle de la fonction marketing interne. Généralement, ces systèmes nécessitent un administrateur de CRM ou COM (gestion des opérations commerciales) pour configurer une série complexe de règles afin de déclencher des tâches pour les professionnels des ventes et du marketing à traiter manuellement. Ce type de système augmente la capacité du marketeur à fournir un contenu pertinent aux individus appropriés au moment opportun.

## Effets du RGPD sur l'automatisation du marketing
Depuis le 25 mai 2018  , le règlement général sur la protection des données (RGPD) est entré en vigueur dans l'Union européenne. Cela a eu un impact significatif sur la manière dont les équipes marketing et les organisations peuvent gérer leurs données clients. Toute organisation utilisant le suivi de l'automatisation du marketing est tenue de demander le consentement du consommateur et de fournir une transparence sur la manière dont les données seront traitées.

## Impact de l'automatisation du marketing sur les consommateurs
Les consommateurs sont directement impactés par l'automatisation du marketing. Les consommateurs fournissent des données aux entreprises, et ces dernières utilisent des algorithmes pour déterminer les produits et services à commercialiser auprès du consommateur. Les produits et services sont personnalisés en fonction des données collectées pour chaque individu. L'utilisation de l'automatisation du marketing est interprétée comme une expérience client efficace, tandis que d'autres interprètent cela comme une perte d'autonomie pour le consommateur.

## Le nurturing
L'un des rôles du marketing dans les entreprises commerciales est de prospecter des cibles définies, de maintenir le contact avec elles, de les convaincre en les éduquant jusqu'à ce que leur projet soit suffisamment mûr pour être transmis au commercial. On parle de couveuse, de maturation ou de qualification de clients potentiels, et en anglais de nurturing.
La première étape consiste à trier et définir les contacts obtenus qui appartiennent réellement à la cible. Les relances montrent qu’en moyenne seuls 20 % des leads[Quoi ?] générés par une campagne sont en phase d’achat. Les 80 % d’autres doivent être mis en couveuse, pour garder le contact le temps que le projet mûrisse.
Selon le cabinet d'études SiriusDecisions, 80 % des prospects supposés être des « mauvaises pistes » par les équipes commerciales vont acheter au cours des 24 prochains mois.	

## Le scoring
Selon leurs comportements (téléchargement des documents, visite du site web et de certaines pages, etc.), une note (ou score) est attribuée au client potentiel. Cette note est généralement établie grâce à une matrice à deux axes : niveau d'engagement, et adéquation du profil.
Lorsque le palier de note minimale est atteint, une alerte est alors envoyée au responsable de la gestion des clients potentiels qui décide s’il est temps de transférer ce dossier au commercial.
Le déclenchement automatique de campagnes doit être paramétré selon les événements ou les données stockées sur le client ou prospect (les ventes croisées, les emails de bienvenue, les alertes de fin de contrats, les anniversaires ou fêtes de fin d’année, etc.).

## Solutions du marché
Au niveau mondial, il existe de nombreux logiciels d’envoi de masse de courrier électronique et de gestion de la relation client B2C, dont Brevo, Klaviyo, Sarbacane, Mailchimp, etc.
En B2B, les solutions de marketing automation les plus utilisées sont fournies par de grands acteurs mondiaux du marché comme Act-On, ACTITO (Citobi), ActiveCampaign (en), Atemis, Dynamics (Microsoft), Eloqua (Oracle), HubSpot, Neolane (Adobe), Marketo (Adobe), Net-Results, Pardot (Salesforce), Salesfusion, Smartfocus (anciennement EmailVision), Unica (IBM). Il existe également des acteurs français proposant leurs propres solutions logicielles comme SPREAD, Brevo, Webmecanik, LeadFox ou Sidetrade.
Enfin, il existe des solutions open source :
- Mautic (Acquia), sous licence GPL, dont Webmecanik est l'un des principaux contributeur ;
- coreBOS, sous licence VPL/MPL, avec son distributeur en France. Ce logiciel CRM propose ses propres outils de marketing automation.